# Asticta suffusa
Asticta suffusa là một loài bướm đêm trong họ Erebidae.